# Delfina Santillán Torres Oviedo
Delfina Santillán Torres Oviedo è un personaggio immaginario della telenovela argentina Flor - Speciale come te.

## Biografia

### Prima stagione
È la fidanzata da due anni, soltanto per interesse, di Federico Fritzenwalden e decide di stabilirsi con quest'ultimo in Germania, torna in Argentina insieme al fidanzato quando Greta, la governante di casa Fritzenwalden chiede l'aiuto di Federico per gestire i suoi quattro fratelli. Una volta tornata, il suo destino si intreccia con Florencia Fazzarino, che si scoprirà successivamente essere sua sorellastra, nonché figlia di Alberto Santillán, il padre di Delfina. Delfina e la madre Malala tentano di tenere il segreto al sicuro per salvare la loro eredità, in modo che Flor non riceva la sua parte. Da qui, inizia un odio profondo nei confronti di Flor che porta Delfina con la complicità della madre Malala, a truffare, ingannare e mentire a tutta la famiglia Fritzenwalden, specialmente quando scopre che Federico si è innamorato di Flor e ha intenzione di lasciarla. Su consiglio della madre inventa una gravidanza, (la bugia viene portata avanti grazie all'aiuto del medico Claudio Bonilla, amico di Federico) in seguito di aver subìto un aborto spontaneo per una caduta dalle scale perché ha visto Federico e Flor che si baciavano, poi una depressione per la perdita del bambino e un tentato suicidio. Infine una malattia che la porterà alla morte. Federico, su obbligo di Flor decide di prendersi cura di Delfina, con la quale celebra il rito civile.
Prima di celebrare il matrimonio in chiesa, Federico scopre gli inganni di Delfina seguendo Bonilla, fra cui il matrimonio di Delfina con Lorenzo Mónaco, suo complice), e la pianta all'altare per stare definitivamente con Flor. Ma Federico muore nell'incidente che salva la vita al Conte di Krikoragán, Massimo Augusto Calderón de la Hoya, e questo la porta ad essere l'unica tutrice responsabile dei fratelli Fritzenwalden e dell'eredità della famiglia, essendo la sua legittima vedova, ciò che lei aveva sempre desiderato.

### Seconda stagione
Delfina prova un sentimento di vendetta nei confronti di Flor e dei ragazzi. Volendo aumentare di più la sua fortuna, punta il Conte Massimo (che adesso è diventato tutore per volere di Federico). Con l'arrivo in casa della madre di Massimo, la Contessa Anna, Lorenzo dice a Delfina che per prima cosa deve conquistare la fiducia della madre, quindi le fanno credere che ha una malattia avvelenandole il tè così da farle perdere i sensi. Fanno credere a tutti che Anna è molto malata e ha bisogno di un trapianto di midollo osseo, e che Delfina è l'unica compatibile per il trapianto. Massimo promette che se l'operazione andrà bene esaudirà qualsiasi desiderio di Delfina, Delfina confessa ad Anna che vorrebbe sposare Massimo, così, quest'ultima cerca di farli mettere insieme, tuttavia, Massimo inizialmente non vuole perché si sta innamorando di Flor. Nel frattempo, fa la sua comparsa Lautaro, ragazzo che è uguale a Nicolás, i ragazzi fanno il test del DNA e si scopre che sono fratelli, Lautaro reclama la sua parte di eredità, però, Delfina che non vuole condividerla con nessun altro, insieme a Bonilla falsifica le analisi del DNA di Franco e Nicolás, facendo credere a tutti che l'adottato è Nicolás, quando in realtà è Franco.
Dopo aver scoperto che nel Krikoragán chi non mantiene la parola data scatena una disgrazia, Delfina decide di utilizzare questa informazione per sposare Massimo e inventa delle disgrazie, che finisce per chiedere a Delfina di sposarlo. Flor viene a conoscenza dal dottor Segura che Delfina non ha mai donato il midollo osseo e dopo vari tentativi per non farla parlare, lo racconta a Massimo, che dichiara guerra a Delfina. Il giudice dei minori grazie a Flor viene a conoscenza della vera identità di Delfina e di tutto quello che ha fatto, e quindi le toglie la tutela, la caccia di casa, e la fa arrestare, ma esce subito dopo per la cauzione pagata da Malala e Lorenzo. Arriva dalla campagna Rosita Violeta Torres, cugina di Delfina, uguale a lei fisicamente, e Delfina ne sfrutta la somiglianza al fine di assumerne l'identità per rimanere in casa Fritzenwalden. Nella permanenza in casa farà di tutto per far lasciare Flor e Massimo. Con l'arrivo della vera Rosita, (mandata a Cuba per curarsi la gamba malata) Delfina viene scoperta. Flor e Massimo citano in giudizio Malala, Bonilla e Delfina, Malala e Bonilla per essere stati complici materiali vengono condannati a sette anni e Delfina a dieci anni per tentato omicidio verso Flor.
Tempo dopo, Flor e Massimo hanno avuto tre gemelli, Delfina, ormai in carcere, evade e rapisce sua nipote Margarita per chiedere un riscatto, dopo averla rapita, si sente strana ed inizia ad affezionarsi alla bimba tanto da farle capire il significato dell'amore, e la riporta ai genitori. Confessa di essere sposata con Lorenzo e che quindi i suoi matrimoni con Massimo e Federico non hanno alcun valore legale, quindi Flor e Massimo possono sposarsi, che non potevano perché Delfina non voleva firmare il divorzio, per rovinargli la vita. Chiede perdono a tutti e si costituisce in carcere, pentendosi di tutto.

## Caratteristiche del personaggio
Ha i capelli neri e lisci costantemente raccolti in una lunga coda di cavallo; veste in modo elegante, tratta male chiunque, talvolta anche la madre Malala, e prende in giro tutti. Quando vede che i suoi piani funzionano canta una canzoncina: "Qualcuno avrà un problema!". Delfina e Lorenzo, quando erano diciottenni, in quell'anno che Federico era in Germania, sono scappati insieme e si sono sposati a Salta, al confine con la Bolivia, per cui dopo essersi sposata con Federico, è bigama. È manipolatrice, però prima era una brava persona e non le interessavano i soldi, infatti con Lorenzo tende a mostrare questo suo lato "romantico e dolce".
Nutre dell'odio nei confronti di Flor perché secondo lei le ha portato via tutto l'affetto del padre, Federico si è innamorato di lei ed anche il suo legittimo marito Lorenzo, perché è sempre buona, gentile e tutti la amano. È stata plagiata fin da piccola dalla madre, che ha cambiato totalmente il suo carattere, oltretutto non vuole che stia con Lorenzo perché è povero, infatti le ha insegnato che non deve mai impegnare il suo cuore. Molte volte Delfina, da sola o anche insieme a Lorenzo, ha pensato di voler mollare tutto e di scappare, ma dissuasa dalla madre Malala e nel vedere Flor felice ha sempre desistito.